# Nystalea picta
Nystalea picta är en fjärilsart som beskrevs av Paul Dognin 1911. Nystalea picta ingår i släktet Nystalea och familjen tandspinnare. Inga underarter finns listade i Catalogue of Life.